# 最後勝利
《最後勝利》（英語：Final Victory）是1987年上映的一部香港電影，由譚家明執導，曾志偉、李麗珍、李殿朗、徐克等主演，電影講述黑幫兄弟情義兩難全的故事。本片榮獲第7屆香港電影金像獎最佳剪接。

## 劇情
黑社會大佬寶生性冷血無情，而弟弟阿雄則性格迥異，為人老實善良。寶因犯事被捕須入獄六個月，他在服刑前將兩名情人阿萍（李殿朗飾）和Mimi（李麗珍飾）付託給雄照顧。 雄為解救潑辣好賭的萍被高利貸處處羞辱，脫身後兩人到日本找Mimi；在三人行的過程中，雄為了不讓兩個女人知道彼此的關係而搞得兩面不是人。在等待寶出獄的日子裡，雄與Mimi在朝夕相處下產生了感情，雄站在情與義之間無法化解心結...... 

## 角色
| 演員   | 角色 | 備註               |
| 曾志偉 | 阿雄 | 寶的弟弟，喜歡Mimi |
| 李麗珍 | Mimi | 大哥寶的女人       |
| 李殿朗 | 阿萍 | 大哥寶的女人       |
| 徐克   | 寶   | 黑社會大哥         |
| 司馬燕 |      |                    |
| 金雷   |      |                    |

## 取景地
- 日本東京歌舞伎町[7]

## 花絮
- 電影中徐克所飾演的寶，原本是由洪金寶擔綱，但由於檔期問題而改由徐克剃掉鬍子頂上。[8]

## 獎項
| 年份 | 頒獎典禮            | 獎項         | 名字   | 結果 |
| ---- | ------------------- | ------------ | ------ | ---- |
| 1988 | 第7屆香港電影金像獎 | 最佳電影     |        | 提名 |
| 1988 | 第7屆香港電影金像獎 | 最佳導演     | 譚家明 | 提名 |
| 1988 | 第7屆香港電影金像獎 | 最佳編劇     | 王家衛 | 提名 |
| 1988 | 第7屆香港電影金像獎 | 最佳男主角   | 曾志偉 | 提名 |
| 1988 | 第7屆香港電影金像獎 | 最佳女主角   | 李殿朗 | 提名 |
| 1988 | 第7屆香港電影金像獎 | 最佳女主角   | 李麗珍 | 提名 |
| 1988 | 第7屆香港電影金像獎 | 最佳男配角   | 徐克   | 提名 |
| 1988 | 第7屆香港電影金像獎 | 最佳攝影     | 林國華 | 提名 |
| 1988 | 第7屆香港電影金像獎 | 最佳剪接     | 蔣國權 | 獲獎 |
| 1988 | 第7屆香港電影金像獎 | 最佳美術指導 | 譚家明 | 提名 |
| 1988 | 第7屆香港電影金像獎 | 最佳音樂     | 鍾定一 | 提名 |

## 外部連結
- 最後勝利的Facebook專頁
- 香港影庫上《最後勝利》的資料（繁體中文）
- 開眼電影網上《最後勝利》的資料（繁體中文）
- 时光网上《最後勝利》的資料（简体中文）
- 豆瓣电影上《最後勝利》的資料 （简体中文）
- AllMovie上《最後勝利》的资料（英文）
- 互联网电影数据库（IMDb）上《最後勝利》的资料（英文）